# Günter Theißen

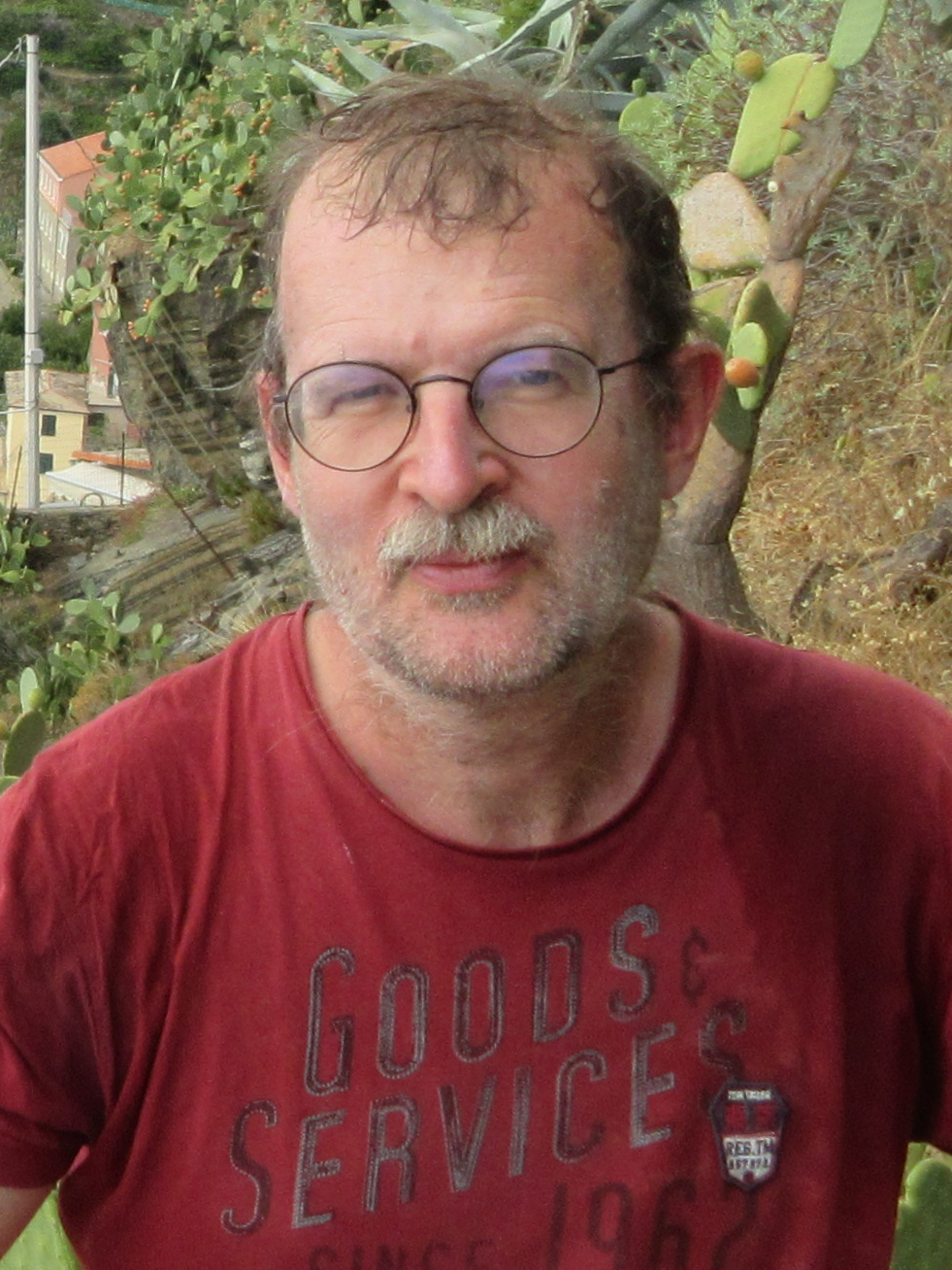
Günter Theißen 2015 oberhalb von Vernazza (Italien)

Günter Theißen (* 16. Januar 1962 in Mönchengladbach) ist ein deutscher Genetiker. Er ist Lehrstuhlinhaber für Genetik und Leiter der Struktureinheit Genetik an der Friedrich-Schiller-Universität Jena.

## Leben
Nach dem Abitur am neusprachlichen Gymnasium Mönchengladbach und Ableistung seines Wehrdiensts studierte Günter Theißen ab 1983 Biologie an der Heinrich-Heine-Universität Düsseldorf. In seiner Diplomarbeit von 1987 befasste er sich mit Viroiden. 1991 wurde er bei Rolf Wagner promoviert. Seine Dissertation betraf einen Teil der Genregulation von Bakterien, die Biogenese von Ribosomen. Von 1992 bis 2001 war er Arbeitsgruppenleiter am Max-Planck-Institut für Pflanzenzüchtungsforschung in Köln. Er wurde 2000 an der Universität zu Köln im Fach Genetik habilitiert.
2001 wurde er Professor für Botanik an der Westfälischen Wilhelms-Universität in Münster.
Seit 2002 ist Theißen C4-Professor für Genetik an der Friedrich-Schiller-Universität Jena und Leiter der Arbeitsgruppe Genetik.

## Wissenschaftliches Wirken
Theißen beschäftigt sich in seiner Forschung unter anderem mit der Molekulargenetik und Evolution der Pflanzenentwicklung. Insbesondere untersuchen er und seine Arbeitsgruppe spezielle Transkriptionsfaktoren, die MADS-Box-Proteine (oder MADS-Domänen-Proteine). Sie spielen unter anderem bei der Blütenentwicklung von Bedecktsamern (Angiospermen, Blütenpflanzen) eine große Rolle. Seine Arbeitsgruppe konnte z. B. anhand der MADS-Box-Gene zeigen, dass die Ordnung der Gnetales enger mit den Koniferen verwandt ist als mit den Blütenpflanzen.
Auf der Grundlage experimenteller Befunde schlug Theißen mehrere Modelle zur Entwicklung und Evolution der Pflanzen vor, die weitreichende Beachtung fanden, 2001 etwa das Konzept der floral quartets, bei dem jeweils vier MADS-Domänen-Transkriptionsfaktoren zusammenwirken, um die Identität der verschiedenen Blütenorgane festzulegen. Das floral-quartet-Modell bestand in den letzten Jahren unterschiedliche experimentelle Tests.
Neuere Erkenntnisse zur Entwicklungsgenetik der Blüte führten Theißen zu Modellen, die ihre evolutionäre Entstehung darstellen. Bekannt wurde z. B. das „out-of-male“-Modell. Es sagt aus, dass die zwittrige Blüte der Bedecktsamer aus einem männlichen Zapfen der Nacktsamer (Gymnospermen) aus der apikalen Reduktion in der Expression eines Gens ableitbar ist, dessen Aktivität männliche Reproduktionsorgane von weiblichen unterscheidet.
Theißen untersucht auch die Frage, warum viele Transkriptionsfaktoren Heterodimere sind, also aus zwei verschiedenen Proteinen zusammengesetzt sind. Zusammen mit Stefan Schuster, seinem Bioinformatik-Kollegen an der Universität Jena, beschäftigt er sich mit Anwendungen der Spieltheorie in der Biologie.
Außerdem setzt sich Günter Theißen mit Mechanismen der Makroevolution auseinander. Dabei bezieht er auch Mechanismen einer saltatorischen (sprunghaften) Evolution und die von Richard Goldschmidt vorgeschlagene Hopeful-Monster-Hypothese ein. Erkenntnis- und wissenschaftstheoretisch motiviert, kritisiert er den Kreationismus ebenso wie ihm zu weitgehend erscheinende Geltungsansprüche in der Evolutionsbiologie.

## Das Virus, 2022
In seinem Buch Das Virus – Auf der Suche nach dem Ursprung von Covid-19, das am 7. Juni 2022 im Westend Verlag veröffentlicht wurde, vertritt Theißen die Auffassung, der Ursprung des Wuhan-Virus SARS-CoV-2 liege sehr wahrscheinlich nicht in Fledermäusen und ihrem Verkauf auf einem Feinkost-Nassmarkt. Höhere Wahrscheinlichkeit sieht er dagegen in der Gain-of-function-Forschung am Virologieinstitut in Wuhan, wo das Virus bei einem Laborunfall freigesetzt worden sein könnte. Er stützt diese Hypothese auf einen Indizienbeweis, einmal exkludierend gegen die üblichen Erklärungen gerichtet („natürliche“ Zoogenese), zum anderen unterstützend für die Hypothese des Laborunfalls.
Besonders die mit anderen Spezies unvergleichliche Passung des Spike-Proteins an den für den Andockprozess entscheidenden ACE2-Rezeptor des Menschen, darüber hinaus auch die in der unmittelbaren Verwandtschaft des Wuhan-Virus sehr ungewöhnliche Furin-Spaltstelle legten, so Theißen, den Verdacht nahe, „dass daran gebastelt wurde …“.
Der WHO-Bericht mit der Annahme einer „natürlichen Zoonose“ ist Theißen zufolge politisch motiviert und „Wort für Wort mit chinesischen Autoritäten abgesprochen“. Die irreführend als „natürlich“ bezeichnete Zoonoseform ist nach seiner Darstellung auch unter Laborbedingungen zu erreichen. Genetische Veränderungen seien darüber hinaus oft nicht mehr nachweisbar, was eine wesentliche Eigenschaft für die clandestine Verwendbarkeit von Mikroorganismen als Biowaffen darstelle.
Das Genom von RaTG13 ist nur zu 96,2 Prozent identisch mit dem von SARS-CoV-2. „Das hört sich zunächst viel an, ist im konkreten Fall aber ziemlich wenig […] Bei Viren läuft die Evolution zwar deutlich schneller ab […], dennoch existierte der letzte gemeinsame Vorfahr von SARS-CoV-2 und RaTG12 nach übereinstimmenden Berechnungen vor etwa 50 Jahren.“ (S. 71)
Ausführlich stellt Theißen die Widerstände dar, die seiner Meinung nach der kritischen Suche nach den eigentlichen Ursachen im Weg stehen. Er weist auf Schwachstellen der Wissenschaftskultur, der Medienlandschaft und der internationalen Politik hin. Sein Buch, so Leonhard Landes (Die Welt), sei als „eine Warnung zu verstehen, dass der Verfall unseres Wissenschaftssystems weitergehen könnte“. Besonders verhängnisvoll findet er die Autoritätsgläubigkeit im Wissenschaftsbetrieb und gegenüber Wissenschaftlern, weshalb auch analytisch denkende Außenseiter marginalisiert und stigmatisiert würden.

Die wichtigste Schwachstelle sieht er jedoch in konzertierten Aktionen von Wissenschaftlern und Gremien aufgrund politischer Motive oder zur Abschirmung des Wissenschaftsbetriebs:
„Führende Coronaforscher verständigten sich gemeinsam darauf, dass […] die COVID-19-Pandemie auf einer natürlichen Zoonose beruhe und dass Hypothesen, die einen Laborunfall annehmen, Verschwörungstheorien seien […] Ich finde die führende Rolle einiger Wissenschaftler besonders kritikwürdig. Damit meine ich mindestens die 27 Unterzeichner des Lancet-Briefes und alle fünf Autoren des Andersen-Papers. In der Absprache dieser Experten sehe ich die eigentliche Verschwörung im Fall SARS-CoV-2.“ (S. 164)

## Werke
- Wissenschaftliche Publikationen Theißens bei researchgate.net
- Kritischer Kommentar zum Project DEFUSE (EcoHealth Alliance 2018) bzw. zu möglichen Ursachen der Virus-Entstehung; als Koautor:
 Comment of a critical review about the origins of SARS-CoV-2 (2021; PDF).
- Das Virus. Auf der Suche nach dem Ursprung von Covid-19. Westend, Frankfurt a. M. 2022, ISBN 978-3-86489-372-8.